# Anaconda (pel·lícula)
Anaconda (títol original: Anaconda) és una pel·lícula estatunidenca dirigida per Luis Llosa, estrenada el 1997 i doblada al català.

## Argument
Un equip de rodatge s'aventura pel riu Riu Amazones, al Brasil, per rodar un documental. Tot va bé fins que la tripulació embarca a bord un aventurer de nom Paul Sarone, caçador d'una de les majors serps del món: l'anaconda. El nou passatger desvia el vaixell cap a una regió on aquests animals abunden. El que hi descobreixen no és una serp ordinària, sinó més aviat un depredador mortalment perillós que sembla impossible de vèncer.

## Comentari
L'anaconda és efectivament una serp molt perillosa però no es desplaça amb la rapidesa i l'agilitat (i fora de l'aigua encara menys, és incapaç escalar els obstacles) que se li veu a la pel·lícula: caça amb emboscades. D'altra banda, no s'empassa més que una presa cada sis mesos.
Més tard a la pel·lícula, el dolent intenta d'atreure l'anaconda posant sang de simi sobre els herois, mentre que la serp localitza les seves víctimes per la calor.

## Repartiment
- Jennifer Lopez: Terri Flores
- Ice Cube: Danny Rich
- Jon Voight: Paul Sarone
- Eric Stoltz: Doctor Steven Cale
- Jonathan Hyde: Warren Westridge
- Owen Wilson: Gary Dixon
- Kari Wuhrer: Denise Kalberg
- Vincent Castellanos: Mateo
- Danny Trejo: Caçador furtiu
- Frank Welker: Veu de l'Anaconda

## Al voltant de la pel·lícula
- El rodatge s'ha desenvolupat als Estats Units (Arcadia, Las Vegas i Pasadena), així com al Brasil (Manaus).
- El personatge interpretat per Jennifer Lopez s'havia de dir de manera inicial Terri Porter.
- Una continuació Anacondas: The Hunt for the Blood Orchid, va ser dirigida per Dwight H. Little el 2004.

## Nominacions
- Nominació al premi de la millor pel·lícula de terror i a la millor actriu (Jennifer Lopez), per l'Acadèmia de cinema de ciència-ficció, fantàstica i terror 1998.
- Nominació al premi a la pitjor pel·lícula, pitjor director, pitjor guió i pitjor actor (Jon Voight), en els Razzie Awards 1997.

## Rebuda
James Berardinelli va escriure a movie-reviews.colossus.net que la pel·lícula li agradaria si fos encara un nen. Criticava com a "fins" ("thin"), els personatges i com "sense interès". Les imatges animades per ordinador de la serp les trobava convincents.

Roger Ebert marcava la pel·lícula al Chicago Sun-Times de l'11 d'abril de 1997 com a "Conversa|Entreteniment|Manteniment per un públic ampli|ample|extens". Lloava la direcció de Luis Llosa i la representació de Jon Voight.